# Olivier Bernard (voetballer, 1979)
Olivier Bernard (Parijs, 14 oktober 1979) is een Frans voormalig voetballer die als verdediger speelde.

## Carrière
Bernard doorliep de jeugdopleiding van Olympique Lyonnais en debuteerde daar als verdediger in 1998. In 2000 ging hij naar Newcastle United FC waarvoor hij meer dan 100 wedstrijden speelde. Hierna kreeg hij last van blessures en speelde hij weinig voor Southampton FC, Rangers FC en wederom Newcastle. In 2007 vond hij geen nieuwe club. In 2008 trainde hij nog bij Toronto FC maar stopte daarna met voetballen toen hij wederom een blessure kreeg.
Van december 2013 tot december 2019 was Bernard eigenaar en voorzitter van Durham City AFC.

## Rechtszaak opleidingskosten
Bernard is onderwerp van een rechtszaak over het vergoeden van opleidingskosten bij transfers. Hij had nog een jeugdcontract bij Lyon toen hij zijn eerste profcontract tekende bij Newcastle. Volgens een Franse regel had hij dit echter bij Lyon moeten doen. Voor het Europese Hof dient in 2009 de zaak waarin uitspraak gedaan moet worden over de vraag of Bernard en Newcastle hiervoor een schadevergoeding dienen te betalen aan Lyon. De invloed van deze zaak op het vergoeden van opleidingskosten bij transfers wordt vergeleken met de invloed van het Bosmanarrest. In maart 2010 deed het Europese Hof van Justitie in Luxemburg uitspraak en stelde dat clubs een vergoeding mogen eisen voor jonge spelers die nog hun eerste profcontract moeten afsluiten. Bij het vaststellen van de vergoeding dient rekening gehouden te worden met de kosten die een club voor de speler gemaakt heeft.

## Clubs
- 1998/00:  Olympique Lyonnais
- 2000/05:  Newcastle United FC
- 2001:  Darlington FC (huur)
- 2005:  Southampton FC
- 2005/06:  Rangers FC
- 2006/07:  Newcastle United FC